# Nicolás Gómez González y Pérez
Nicolás Gómez González y Pérez (Ayamonte, 1821 - Sevilla, 1907) fue un destacado empresario, bodeguero y político onubense del siglo XIX, senador y diputado en las Cortes de la Restauración.

## Biografía
Propietario de la mayor destilería de La Palma del Condado, Nicolás Gómez abastecía de alcohol para la producción de brandy a las principales bodegas del marco de Jerez, en concreto Domecq y González Byass.
El éxito empresarial le llevó a la política. Convertido en una de las principales figuras partido conservador en Huelva, Gómez González fue diputado por Motril en 1864, y después resultó elegido por Huelva en las elecciones de 1867, cargo que ocupó hasta la caída del último gobierno de Narváez en 1868. Ya en la Restauración, obtuvo de nuevo el escaño por Huelva en las elecciones del 1876, que dejó al año siguiente para representar a la provincia en el Senado. Fue senador por Huelva hasta 1880.
A partir de 1880, financió la restauración del santuario de Nuestra Señora de la Cinta, a cargo del pintor Antonio Matarredona, obra que conlcluyó su hijo Francisco Gómez Rull.
Estaba casado con Francisca de Paula Rull y Castaños, hermana del II conde de Casa Rull.